# Judalana lutea
Judalana lutea is een spinnensoort in de taxonomische indeling van de springspinnen (Salticidae).
Het dier behoort tot het geslacht Judalana. De wetenschappelijke naam van de soort werd voor het eerst geldig gepubliceerd in 1999 door Rix.